# 宝珠寺 (藤沢市)
宝珠寺（ほうしゅじ）は神奈川県藤沢市にある高野山真言宗の寺院。山号は八王山。別名は北の寺。

## 歴史
文治年間（1185年 - 1190年）頃に元朝により開山、創建された。天福元年（1233年）に覚源の開山により創建されたとする説もある。
始め八松ヶ原久保田の辻にあったが元禄7年（1694年）に火災にあい現在地に移転したとされ、辻にあった宝珠寺の不動堂が辻堂の地名の由来であるともされている。。

## 本尊
- 不動明王立像 - 像高96.0センチメートル、総高144.8センチメートル、平安後期作、割矧造と推定される。後補の二童子は江戸時代作。[4]

## 文化財

### 藤沢市指定
- 寛文6年庚申供養塔 - 有形民俗文化財、1977年4月13日指定。

## 所在地情報
所在地
- 神奈川県藤沢市辻堂元町二丁目4番27号

交通
- 辻堂駅（東日本旅客鉄道（JR東日本））

## その他
- 相模国準四国八十八箇所 9番 弘法大師像